# Regiões modernas da Grécia
As regiões modernas (em grego: περιφέρειες; περιφέρεια, no singular; romaniz.: periferia), também traduzidas como "periferias", são as divisões administrativas de primeiro nível da Grécia. Existem 13 regiões (nove no continente e quatro grupos de ilhas), que são ainda subdivididas em 54 unidades regionais (também traduzidas por "unidades periféricas"; por vezes chamadas prefeituras, embora esse termo já não exista oficialmente):

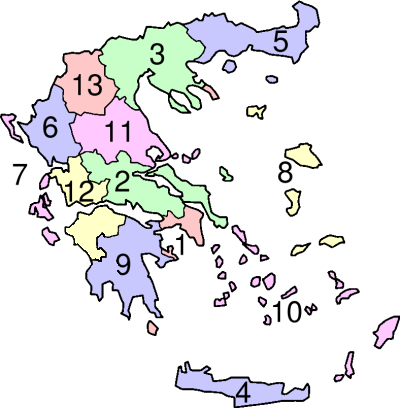
Mapa das periferias da Grécia

| nº | Região                      | Capital                     |
| 1  | Ática                       | Atenas                      |
| 2  | Grécia Central              | Lâmia                       |
| 3  | Macedônia Central           | Salonica                    |
| 4  | Creta                       | Heraclião                   |
| 5  | Macedônia Oriental e Trácia | Comotini                    |
| 6  | Epiro                       | Janina                      |
| 7  | Ilhas Jônicas               | Corfu                       |
| 8  | Egeu Setentrional           | Mitilene, na ilha de Lesbos |
| 9  | Peloponeso                  | Trípoli                     |
| 10 | Egeu Meridional             | Hermópolis, na ilha de Siro |
| 11 | Tessália                    | Lárissa                     |
| 12 | Grécia Ocidental            | Patras                      |
| 13 | Macedônia Ocidental         | Cozani                      |